# Coupe d'Hygie
Ne doit pas être confondu avec Caducée.
 (octobre 2009).
Si vous disposez d'ouvrages ou d'articles de référence ou si vous connaissez des sites web de qualité traitant du thème abordé ici, merci de compléter l'article en donnant les références utiles à sa vérifiabilité et en les liant à la section « Notes et références ».

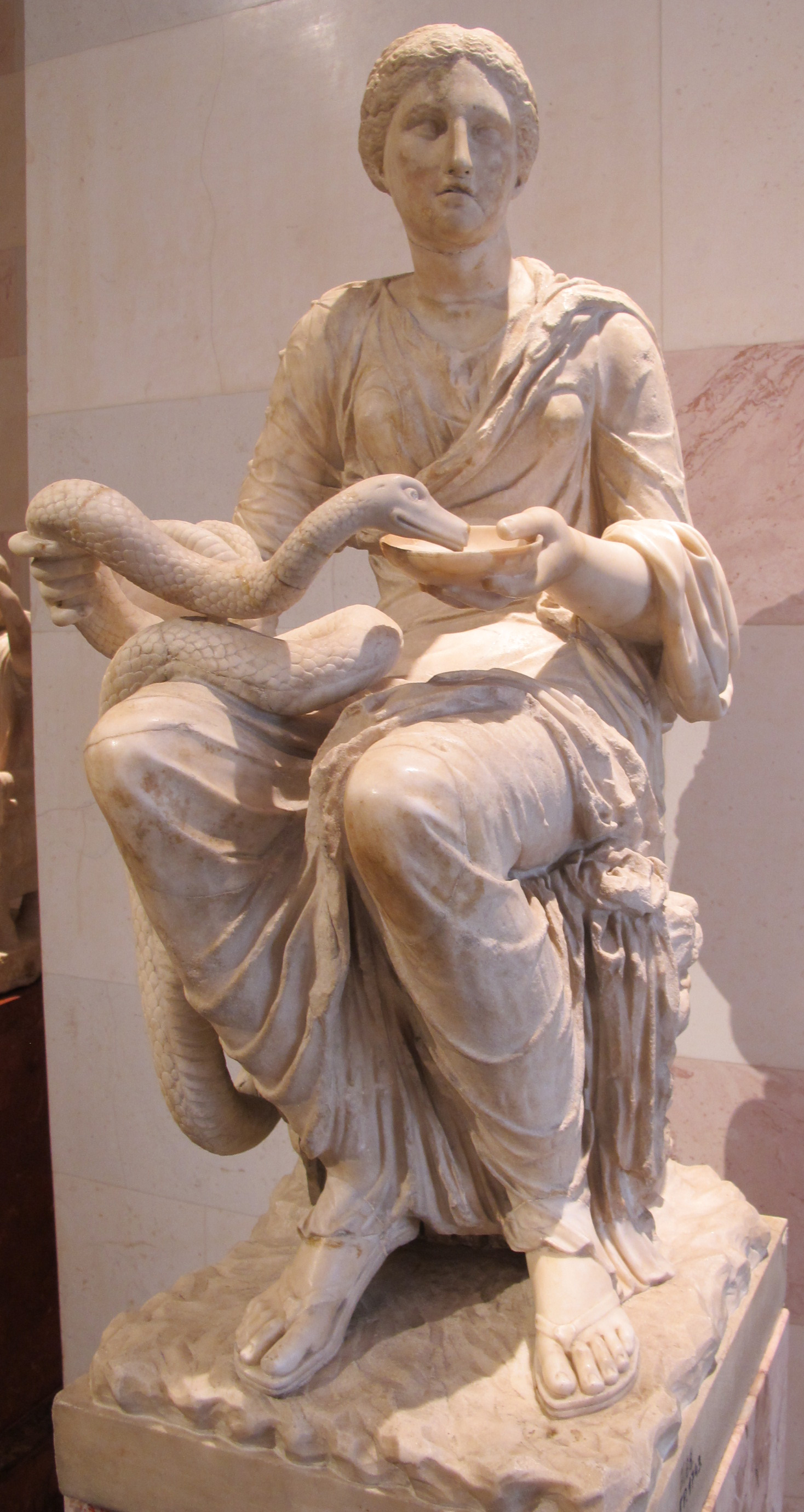
Statue d'Hygie tenant une coupe où boit un serpent, copie romaine (I) d'un original grec, musée de l'Ermitage.

La coupe d'Hygie est un attribut de la déesse Hygie dans la mythologie grecque.
La coupe d'Hygie est utilisée comme symbole de la pharmacie dans de nombreux pays (on rencontre aussi le terme « caducée d'Hygie » ou « caducée pharmaceutique » dans ce contexte, par analogie avec le caducée d'Hermès). Elle peut remplacer la croix verte.
Elle ne doit pas être confondue avec le bâton d'Asclépios, utilisé par d'autres professions médicales.

## Symbolique
Beaucoup de statues et monuments représentent Hygie tenant un patera (bol médicinal) ainsi qu'un serpent enroulé autour d'elle et sur le point de se nourrir dans la coupe. Certains voient dans cette coupe et son serpent comme un symbole de vie en harmonie avec la Terre. Le serpent peut symboliser le patient qui doit faire le choix de prendre part ou non à la médecine pour se soigner (prendre en main son propre bien-être en faisant les bons choix). Le serpent est également lié aux croyances anciennes considérant qu'il possédait la sagesse et le pouvoir de guérison.

## Utilisation par les pharmacies
Le symbole de la coupe d'Hygie est constitué par un verre de vin avec un serpent enroulé autour de celui-ci. Il est devenu le symbole de nombreuses associations dans le monde comme l’American Pharmacists Association, l'Association des pharmaciens du Canada, l'Australian Pharmaceutical Association ainsi que de nombreuses autres associations pharmaceutiques du monde entier. L’Australian Pharmaceutical Association utilise un symbole composé de la coupe bordée par deux serpents, évoquant la forme d'un caducée. La Fédération internationale pharmaceutique a conçu un logo évoquant le bol d'Hygie et accolé aux lettres FIP.
En France, la coupe d'Hygie est utilisée comme emblème de la pharmacie depuis 1942.

La coupe d'Hygie.
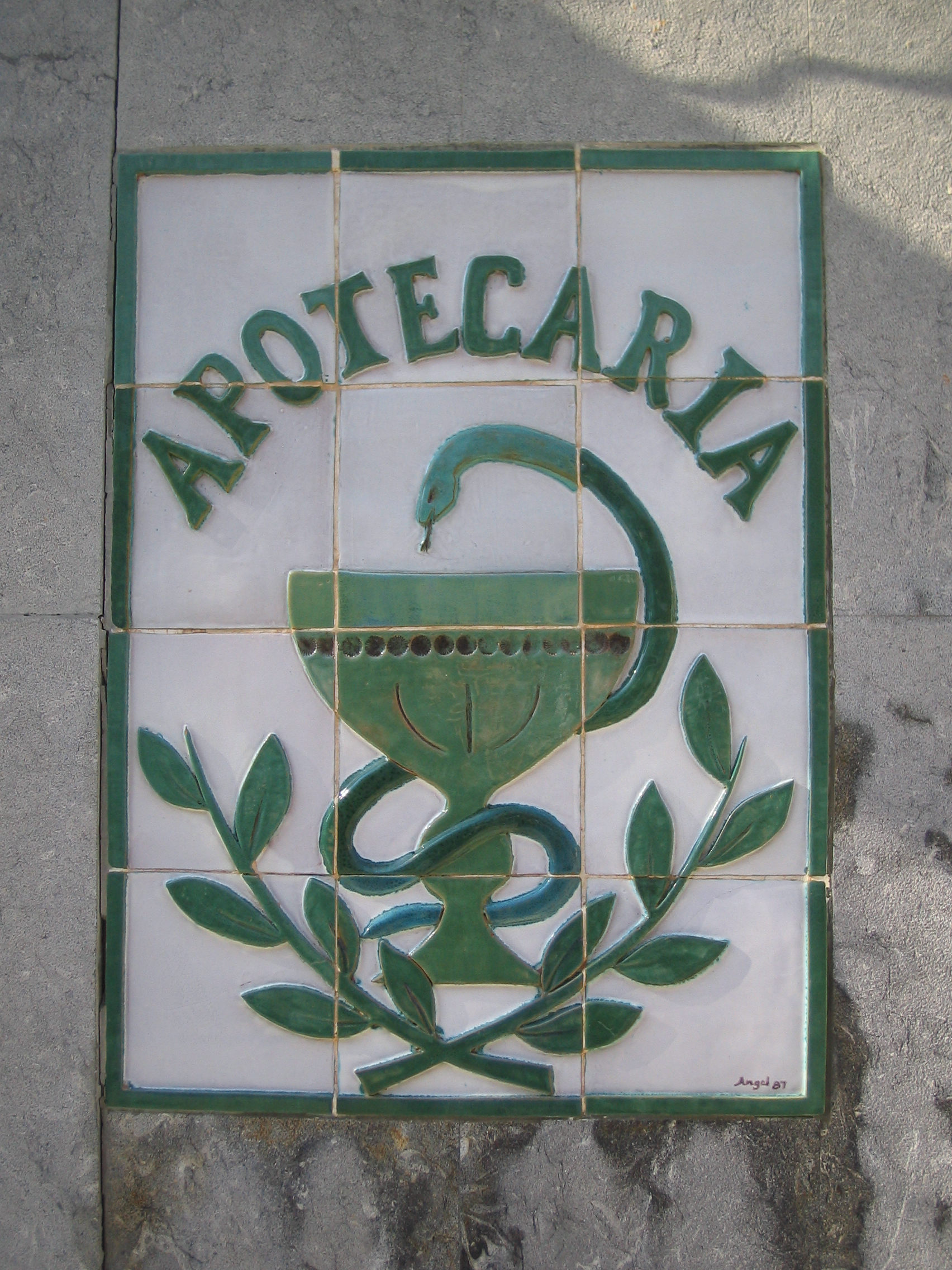
Enseigne en faïence d'une pharmacie en Espagne.
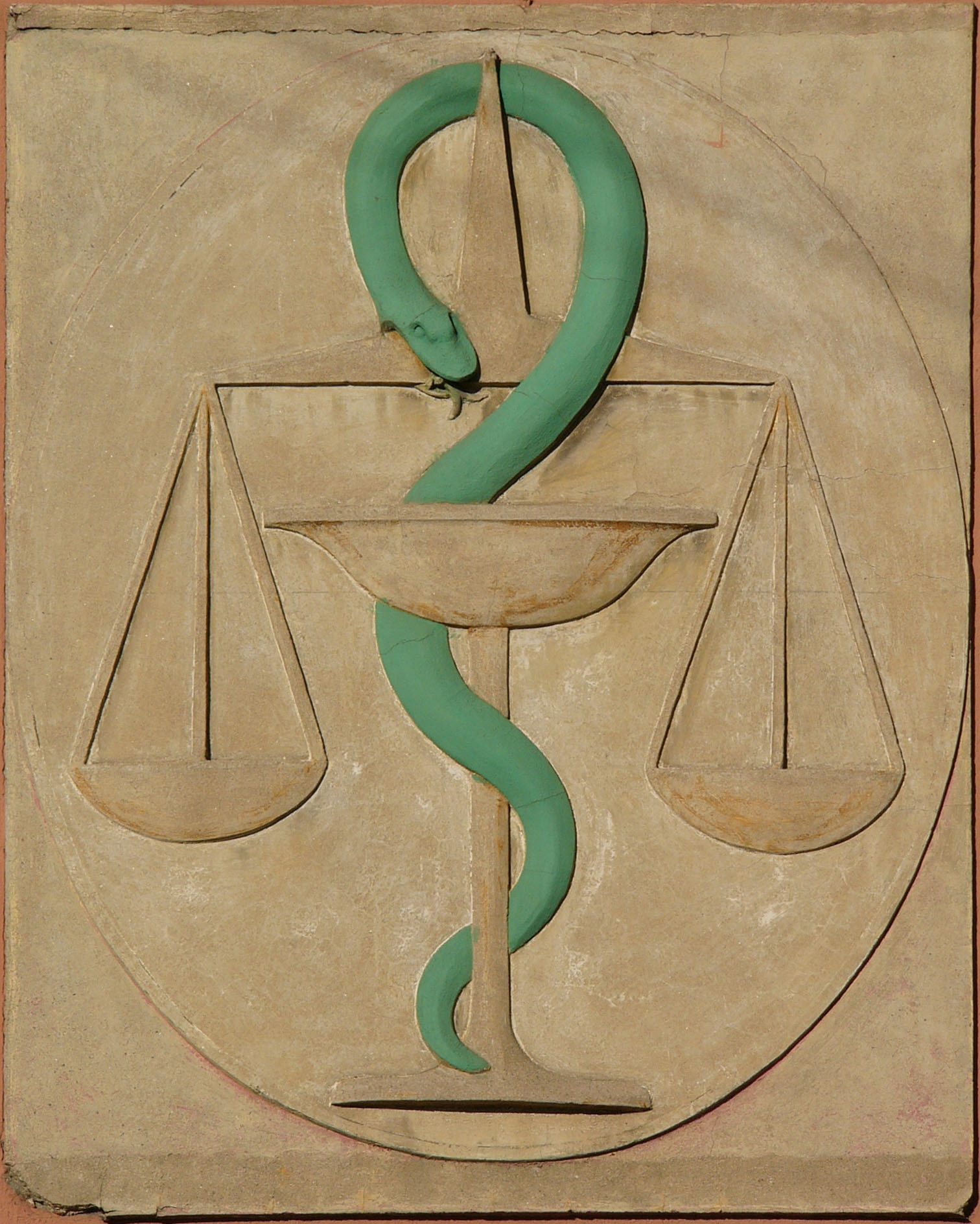
Devanture d'une pharmacie à Olomouc, République tchèque.
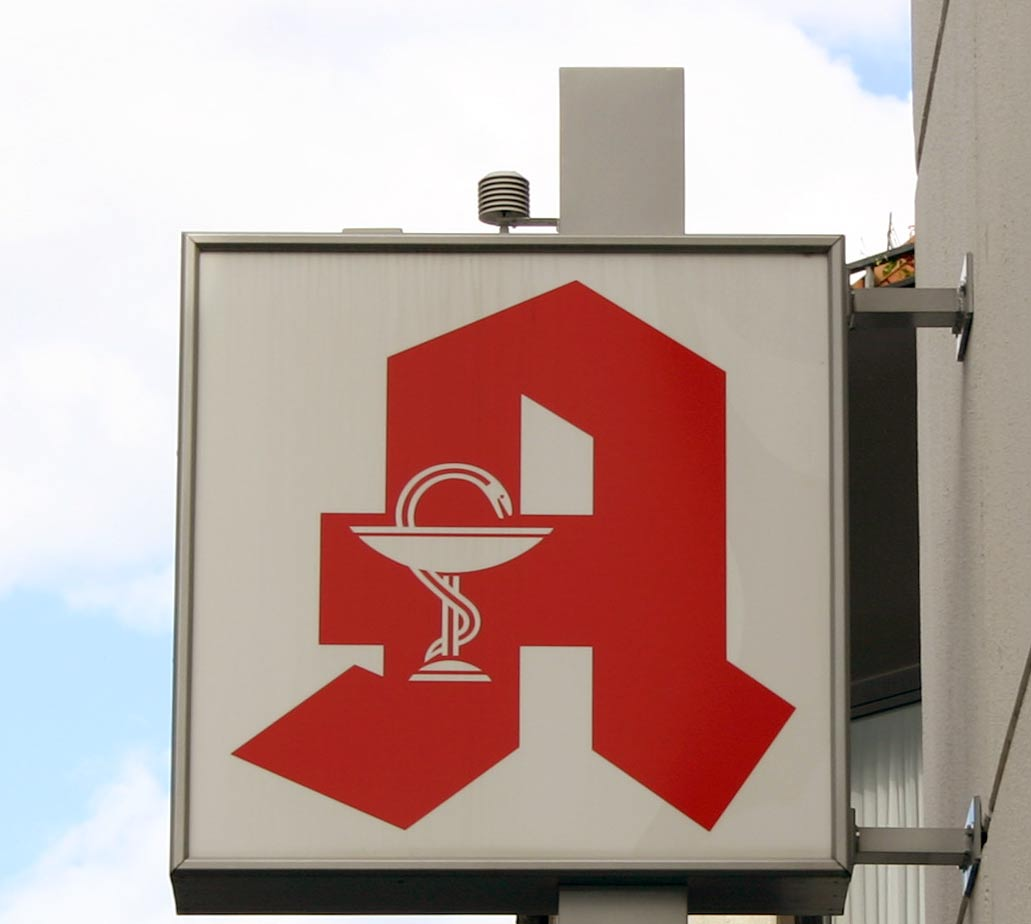
Enseigne de pharmacie à Hanau, Allemagne.